# Pierre-Jean Oswald
Pour les articles homonymes, voir Oswald.
Pierre-Jean Oswald, né Jean Claude Conchon à Melun le 25 septembre 1931 et mort à Paris 5e le 28 septembre 2000, est un imprimeur et éditeur français. Il a publié notamment de la poésie, du théâtre, des romans. Il a défendu pendant la guerre d'Algérie, avant et après les mouvements de révolte de mai 1968, les auteurs et les sujets moins mis en avant.

## Biographie
En 1951, alors qu'il n'a pas encore vingt et un an, il apparait comme directeur de la revue Janus (Cahiers de la poésie française et américaine). En 1952, il édite à Paris son premier livre Les Antilles à main armée de Charles Calixte. En 1956, il est le directeur de l'éphémère revue Les lettres et les arts. En 1957, il crée la collection "L’aube dissout les monstres" dans laquelle il publie Henri Kréa (La révolution et la poésie sont une même chose), Oliven Sten, Hubert Juin, Alexandre Blok, Maiakovski, Ezra Pound, et aussi le témoignage de Mustapha G (Mohammed Khemisti) sur la prison de Barberousse. Parallèlement, il imprime les livres de la collection "Poètes présents" édités par Jean Grassin. À partir de 1960, il édite la revue Action poétique, il crée la collection "J'exige la parole" où il publie Nâzım Hikmet, Mihai Beniuc… En 1961, inquiété par la police en raison de ses activités d'imprimeur en faveur du FLN, il doit quitter la France, dirige la collection "L'aube dissout les monstres" pour la Société Nationale d'édition et de diffusion (SNED) basée à Tunis. En 1964, il revient en France, reprend ses activités d'imprimeur-éditeur à Honfleur et à Paris. Il développe la collection "J’exige la parole", ouvre de nouvelles collections de poésie (Poésie des pays socialistes, des pays ibero-americains, africains, scandinaves, arabes, poésie d’oc), contribue à faire connaître des poètes comme Tchicaya U Tam’si, Franck Venaille, Paol Keineg, publie Henry Miller, Knut Hamsun, Albert Cossery…Il editera également la pièce de théatre "Continent-Afrique / Amazoulou" de l' écrivain Guinéen ,  Nénékhaly Condetto-Camara . À partir de 1967, le théâtre représente un domaine de publication majeur : la collection "Théâtre africain", la série "Théâtre en France", la collection "Théâtre hors la France" totalisent, entre 1967 et 1977, plus de cent pièces.
Fin 1975, il commence à avoir des difficultés financières, notamment à la suite de la perte de son diffuseur François Maspero. En 1977, contraint à la faillite, il doit suspendre son activité, ce qui laisse 300 auteurs sans éditeur. En 1978, son fonds est repris par les éditions de L'Harmattan, qui s'installent dans ses anciens locaux parisiens 7, rue de l'École-Polytechnique.
Dans les années 1980, il reprend avec les Nouvelles Éditions Oswald (Néo), spécialisées dans la littérature populaire, notamment la science-fiction et le roman policier. Il publie ainsi l'intégrale de Sherlock Holmes et Harry Dickson. Dix ans plus tard, il lance les éditions du Huitième Art, consacrés aux séries télévisées cultes.
Il travaille aussi dans la maison d'édition Les Belles Lettres à la recherche de textes oubliés ou pas encore traduits. Il meurt des suites d'un cancer le 28 septembre 2000.